# Himera apicata
Himera apicata är en tvåvingeart som beskrevs av Robineau-desvoidy 1863. Himera apicata ingår i släktet Himera och familjen parasitflugor.
Artens utbredningsområde är Frankrike. Inga underarter finns listade i Catalogue of Life.